# Figlie minime di Maria Immacolata
Le Figlie Minime di Maria Immacolata (in spagnolo Hijas Mínimas de María Inmaculada; sigla C.F.M.M.) sono un istituto religioso femminile di diritto pontificio.

## Storia
La congregazione fu fondata a León dal sacerdote Pablo de Anda Padilla: nel 1883 il sacerdote aprì a León un ospedale e ne offrì la direzione a Ignacia Reyes, coadiuvata da sua figlia Soledad; il 25 marzo 1886 Anda Padilla, insieme con Soledad Reyes (in religione madre Mercede di San Giuseppe), diede inizio all'istituto.
L'istituto ricevette il pontificio decreto di lode il 25 giugno 1913 e nel 1934 fu concessa la prima approvazione delle sue costituzioni.

## Attività e diffusione
Le suore si dedicano all'istruzione e all'educazione cristiana della gioventù e alla cura di anziani e malati.
Oltre che in Messico, sono presenti negli Stati Uniti d'America; la sede generalizia è a León.
Alla fine del 2015 l'istituto contava 277 religiose in 48 case.